# Sebastian Wimmer (Schauspieler)
Sebastian Wimmer (* 1983 in Schladming, Steiermark) ist ein österreichischer Schauspieler.

## Leben
Sebastian Wimmer wirkte als Jugendlicher bei den Salzburger Festspielen mit, wo er 1999 in Christian Stückls Jedermann-Inszenierung zum Hausgesinde gehörte. Er studierte dann Medienmanagement mit Auslandssemestern in Madrid und Houston und schloss sein Hochschulstudium als „Mag. (FH)“ ab. Ab 2011 nahm er Gesangsunterricht und besuchte Seminare in den Bereichen Stimmtraining und Schauspiel (Alexander-Technik, Method Acting) in Wien und Los Angeles.
Im März 2011 trat er am Burgtheater Wien u. a. neben Mavie Hörbiger, Petra Morzé und Pablo-Miguel Konrad y Ruopp in dem Theaterprojekt „Burgporträts“ von Michael Laub (nach einer Idee von Tom Stromberg) auf.
Er spielte in verschiedenen Kurzfilmen, Werbe- und Imagefilmen und in mehreren TV-Produktionen mit. In dem Low-Budget-Fantasyfilm Grimm’s Snow White (2011) hatte er als „Weißdorn“ eine der Hauptrollen.
Im Dezember 2016 war Wimmer in der österreichischen Krimiserie SOKO Donau in einer Episodenrolle zu sehen; er spielte den tatverdächtigen Dr. Schwarz, der eine begehrte Oberarztstelle bekommen wollte. Im Mai 2017 war Simmer dann in der österreichischen Krimiserie SOKO Kitzbühel ebenfalls in einer Episodenrolle zu sehen; er war Bertram Regensburg, der Ehemann einer durch einen Unfall schwerverletzten und tatverdächtigen YouTuberin.
Zu seinen Hobbys gehören u. a. Skifahren und Snowboarding. Er arbeitete in seiner Heimat zeitweise auch als Skilehrer. Wimmer lebt in Salzburg und Wien.

## Filmografie (Auswahl)
- 2010: First Love (Fernsehserie)
- 2011: Grimm’s Snow White (Fernsehfilm)
- 2013: Covert Affairs: Levitate Me (Fernsehserie, eine Folge)
- 2013: Sraia (Kurzfilm)
- 2014: SOKO Kitzbühel: Fehldiagnose (Fernsehserie, eine Folge)
- 2014: Eine Liebe für den Frieden (Fernsehfilm)
- 2015: Tatort: Gier (Fernsehreihe)
- 2016: Die Toten von Salzburg (Fernsehfilm)
- 2016: Mein Fleisch und Blut (Kinofilm)
- 2016: SOKO Donau: Außer Kontrolle (Fernsehserie, eine Folge)
- 2017: SOKO Kitzbühel: Into the Wild (Fernsehserie, eine Folge)
- 2018: Tatort: Die Faust (Fernsehreihe)